# Эштон, Сильвия
Сильвия Эштон (англ. Sylvia Ashton, 26 января 1880 — 17 ноября 1940) — американская актриса немого кино.
Сильвия Эштон родилась в Денвере. На эранах впервые появилась в 1912 году и позже часто играла глупых блондинок в немых фильмах. Единственным звуковым фильмом с её участием стал «Королева Келли», снятый в 1929 году, где Сильвия появилась в эпизодической роли. Эштон умерла в 1940 году в Лос-Анджелесе.

## Избранная фильмография
- 1916 — Нетерпимость / Intolerance: Love’s Struggle Throughout the Ages — танцующая женщина
- 1919 — И в радости, и в горе / For Better, for Worse
- 1919 — Не меняйте вашего мужа / Don’t Change Your Husband
- 1923 — Души для продажи / Souls for Sale — Миссис Кэйл
- 1924 — Алчность / Greed — Мамаша Зиппэ
- 1928 — Зазывала / The Barker — Мама Бенсон
- 1929 — Королева Келли / Queen Kelly — Тётя Келли (в титрах не указана)